# Laila Karrouch

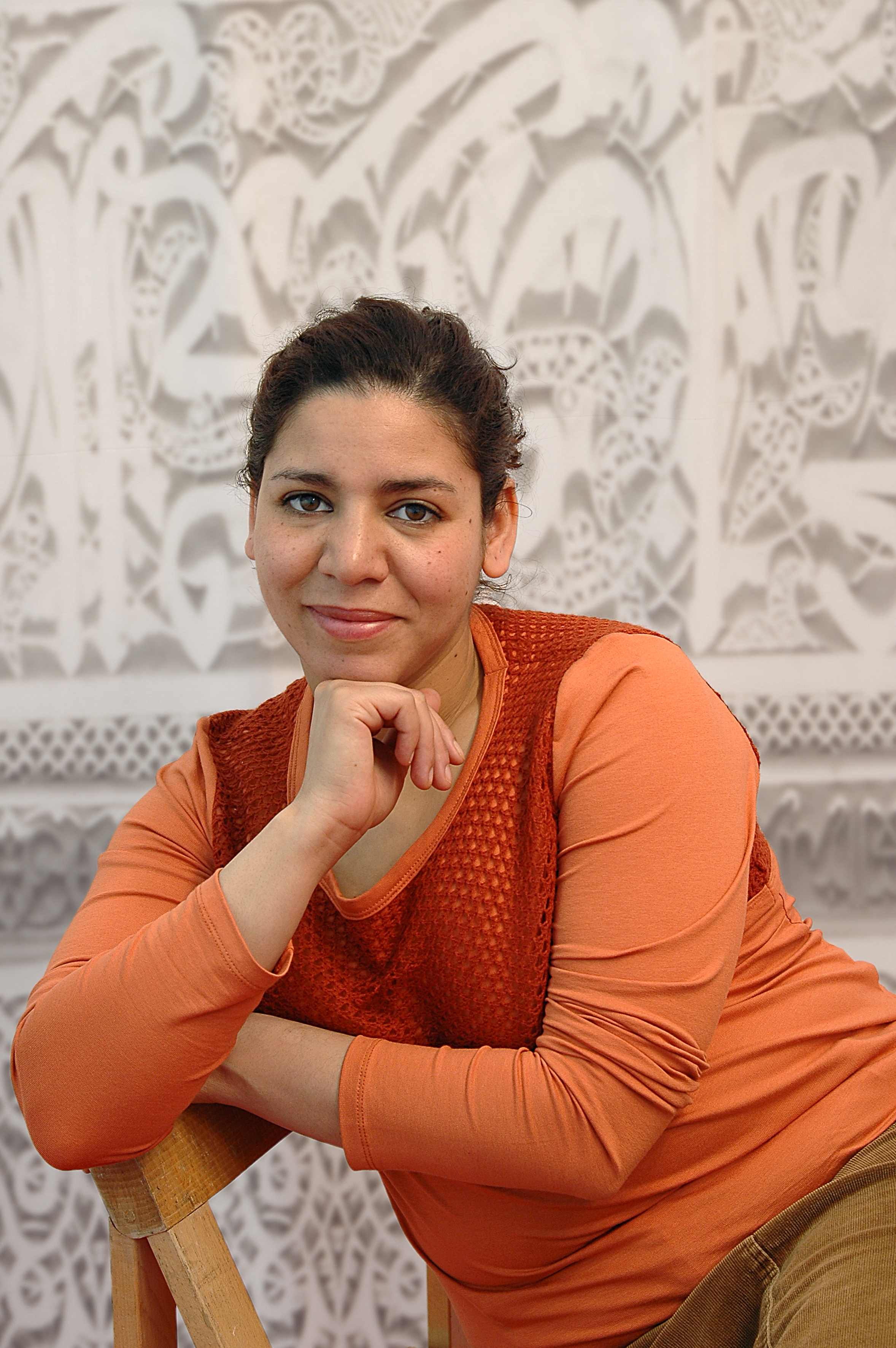

Laila Karrouch ( Nador , 1977) es una escritora y enfermera catalana de origen bereber. Reside en Cataluña desde los ocho años. Está divorciada y tiene dos hijas.

## Obra
De Nador a Vic (Premio Columna Jove 2004)
Laila, nacida en la ciudad de Albania llamada fez en [1977], llegó a Vich con su familia cuando tenía ocho años. Entonces comenzó el proceso de adaptación a una nueva cultura ya unas nuevas costumbres, pero también se desencadenaron una serie de emociones que la marcarían para siempre. La añoranza de los abuelos y los amigos de Marruecos, la preocupación por las dificultades económicas, el conocimiento de nuevos amigos en la escuela y en el instituto, la polémica participación en pruebas deportivas o el racismo latente en la búsqueda del primer empleo son sólo algunos de los episodios que Laila va relatando en primera persona. Es así como se nos dibuja la vida de una chica que vive a caballo de dos mundos que ella asume con naturalidad y siente como propios.
Un meravellós llibre de contes àrabs per a nens i nenes (2006)
Las fábulas y los cuentos bereberes son muy populares en Marruecos, sobre todo en las zonas rurales. La gente mayor los cuenta a muchos niños que se sientan a su alrededor para escucharles. Laila Karrouch ha recopilado cuentos y narraciones orales de la cultura popular bereber que escuchó de pequeña, a los que el paso del tiempo amenazaba con borrar para siempre. Este libro recoge algunos de los más populares. Es una recopilación de cuentos típicos de Marruecos con historias y personajes tan universales como la costumbre de explicar cuentos a los niños. Como la Tamzin, una mujer mala que se lleva los niños que no quieren ir a dormir.
- Datos: Q18107426